# Adolf Senin
Adolf Senin (eigentlich Abraham Sobolevicius, später Jack Soble; * 15. März 1903 in Vilkaviškis, Russisches Reich; † um 1967) war ein sowjetischer Spion und Agent Provocateur in den Reihen der frühen trotzkistischen Bewegung.

## Leben
Senin wurde 1903 in Litauen als Sohn einer Industriellen- und Pelzhändlerfamilie geboren. Er kam 1921 nach Deutschland und trat 1922 als Student der KPD bei. Senin wurde Korrespondent der kommunistischen Sächsischen Arbeiterzeitung. Gemeinsam mit seinem Bruder Roman Well (eigentlich Ruvelis Leiba Sobolevicius) und Erwin Ackerknecht gründete er 1928 eine der ersten trotzkistischen Gruppen in Deutschland. Im Sommer 1931 konnten die beiden Brüder Trotzki in Frankreich treffen. Zu dieser Zeit waren sie bereits als NKWD-Agenten tätig. Im Januar 1933 provozierten sie durch die Herausgabe einer gefälschten Nummer der Permanenten Revolution eine Krise der Linken Opposition. Nach ihrem Ausschluss traten Well und Senin wieder zur KPD über.
Die Brüder flüchteten vor den Nazis in die Sowjetunion. Der sowjetische Geheimdienst schickte sie 1947 in die USA. Roman Well (jetzt Robert Soblen) arbeitete als Psychiater und schuf zusammen mit seinem Bruder Adolf Senin (jetzt Jack Soble) eine Agentengruppe, die für die Sowjetunion spionierte und auch wieder über Trotzkisten nach Moskau berichtete. 1957 rollte das FBI die Gruppe auf, sämtliche Mitglieder wurden festgenommen, Well zu lebenslänglicher Haft verurteilt. Er floh ins Ausland und beging im September 1962 Suizid, als er ausgeliefert werden sollte. Jack Soble alias Adolf Senin machte umfassende Aussagen und kam frei.